# Natação nos Jogos Olímpicos de Verão de 1988 - 100 m livre masculino
A competição dos 100 metros livre masculino da natação nos Jogos Olímpicos de Verão de 1988 foi disputada no dia 22 de setembro no  Jamsil Indoor Swimming Pool em Seul, Coreia do Sul. Houve 77 competidores de 51 nações. As nações haviam sido limitadas a dois atletas desde os jogos de 1984.
O norte-americano Matt Biondi estabeleceu o recorde olímpico para conquistar o primeiro ouro individual e a quarta medalha na natação nestes jogos (quinta na carreia, com o ouro no revezamento em 1984). Mantendo a liderança do início ao fim, ele disparou na piscina cheia de estrelas para atingir a borda em primeiro, com 48.63. Biondi também assistiu seu colega de equipe Chris Jacobs levar a prata para casa com 49.08, fazendo uma dobradinha norte-americana nesta prova pela sexta vez na história. Mais cedo, nas eliminatórias, Jacobs havia superado o recorde de Rowdy Gaines em 1984 por seis décimos de segundo, estabelecendo a nova marca olímpica com 49.20 na oitava bateria, até que Biondi superou a marca com 49.04 na última das dez baterias. O francês Stéphan Caron superou uma batalha intensa contra a dupla soviética Gennadiy Prigoda e Iurie Başcatov e levou o bronze com 49.62.

## Medalhistas
| Ouro   | USA Matt Biondi   |
| Prata  | USA Chris Jacobs  |
| Bronze | FRA Stéphan Caron |

## Cenário
Esta foi a 20ª edição da prova dos 100 m nado livre masculino. Este evento foi realizado em todos os Jogos Olimpicos de Verão com exceção de 1900 (quando a distância mais curta foi a de 200 metros), embora a verão de 1904 tenha sido medida em jardas, em vez de metros.
Três dos oito finalistas dos jogos de 1984 retornaram: o duas vezes medalhista de bronze Per Johansson da Suécia, o quinto colocado Dano Halsall da Suíça e o sexto colocado Stéphan Caron da França. Caron foi o vice-campeão mundial de 1986, atrás apenas de Matt Biondi dos Estados Unidos. 
Biondi foi para Seul com a meta de bater a marca de sete medalhas de ouro de Mark Spitz em uma edição. Esse objetivo já havia sido perdido até a prova dos 100 m nado livre (sua melhor prova), já que conquistou apenas um ouro, uma prata e um bronze nas três primeiras provas. Biondi ainda tinha a chance de conseguir um número de medalhas de ouro (5) não atingido por outro nadador que não Spitz. Todavia, com os ouros nas provas de 100 m livre, 50 m livre, e dois revezamentos restantes, Kristin Otto estava em seu caminho para seis medalhas de ouro.
Guam, Senegal, os Emirados Árabes Unidos e o Uruguai estrearam neste evento. Os estados Unidos tiveram sua décma nona participação, a maior entre todos os países, havendo perdido apenas os jogos boicotados de 1980.

## Formato da competição
Esta competição de nado livre usou o formato de final A/B estabelecido em 1984. A competição consistia em duas fases: eliminatórias e finais. Os nadadores com as oito melhores marcas na eliminatória foram para a final A, competindo por medalhas até o oitavo lugar. Os nadadores com os oito melhores tempos seguintes disputaram a final B, até o 16º lugar. Desempates seriam utilizados se necessário, para definir os classificados.

## Recordes
Antes desta competição, os recordes mundiais e olímpicos da prova eram os seguintes:
| Tipo | Atleta            | Tempo | Local                       | Data                 |
| ---- | ----------------- | ----- | --------------------------- | -------------------- |
|      | Matt Biondi (USA) | 48.42 | Austin, Estados Unidos      | 10 de agosto de 1988 |
|      | USA Rowdy Gaines  | 49.80 | Los Angeles, Estados Unidos | 31 de julho de 1984  |

Os seguintes recordes mundiais ou olímpicos foram estabelecidos durante esta competição:
| Data           | Evento          | Atleta           | Tempo | Notas            |
| -------------- | --------------- | ---------------- | ----- | ---------------- |
| 22 de setembro | Eliminatória 8  | USA Chris Jacobs | 49.20 | Recorde olímpico |
| 22 de setembro | Eliminatória 10 | USA Matt Biondi  | 49.04 | Recorde olímpico |
| 22 de setembro | Final A         | USA Matt Biondi  | 48.63 | Recorde olímpico |

## Calendário
| Data                                 | Horário     | Fase                 |
| ------------------------------------ | ----------- | -------------------- |
| Quinta-feira, 22 de setembro de 1988 | 10:00 20:00 | Eliminatórias FinaIs |

## Resultados

### Eliminatórias
Regra: Os oito nadadores mais rápidos avançam à final A (Q), enquanto os oito seguintes, à final B (q).
| Pos. | Raia | Nadador              | CON                          | Tempo   | Notas  |
| ---- | ---- | -------------------- | ---------------------------- | ------- | ------ |
| 1    | 10   | Matt Biondi          | USA Estados Unidos           | 49.04   | QA,    |
| 2    | 8    | Chris Jacobs         | USA Estados Unidos           | 49.20   | QA     |
| 3    | 9    | Stéphan Caron        | FRA França                   | 49.37   | QA     |
| 4    | 9    | Iurie Başcatov       | URS União Soviética          | 50.08   | QA     |
| 5    | 10   | Gennadiy Prigoda     | URS União Soviética          | 50.13   | QA     |
| 6    | 8    | Per Johansson        | SWE Suécia                   | 50.22   | QA     |
| 7    | 9    | Andrew Baildon       | AUS Austrália                | 50.34   | QA     |
| 8    | 8    | Tommy Werner         | SWE Suécia                   | 50.45   | QA     |
| 9    | 10   | Steffen Zesner       | GDR Alemanha Oriental        | 50.73   | QB, WD |
| 10   | 7    | Hilton Woods         | AHO Antilhas Neerlandesas    | 50.73   | QB     |
| 11   | 8    | Franz Mortensen      | DEN Dinamarca                | 50.74   | QB     |
| 12   | 8    | Sven Lodziewski      | GDR Alemanha Oriental        | 50.77   | QB     |
| 13   | 9    | Thomas Fahrner       | FRG Alemanha Ocidental       | 50.78   | QB     |
| 14   | 10   | Sandy Goss           | CAN Canadá                   | 50.81   | QB     |
| 15   | 9    | Tsvetan Golomeev     | BUL Bulgária                 | 50.82   | QB     |
| 16   | 9    | Tom Stachewicz       | AUS Austrália                | 50.90   | QB     |
| 17   | 10   | Stéfan Voléry        | SUI Suíça                    | 50.96   | QB     |
| 18   | 8    | Roberto Gleria       | ITA Itália                   | 50.97   |        |
| 19   | 9    | Torsten Wiegel       | FRG Alemanha Ocidental       | 51.02   |        |
| 20   | 9    | Christophe Kalfayan  | FRA França                   | 51.05   |        |
| 21   | 10   | Andy Jameson         | GBR Grã-Bretanha             | 51.18   |        |
| 22   | 8    | Roland Lee           | GBR Grã-Bretanha             | 51.20   |        |
| 23   | 7    | Dano Halsall         | SUI Suíça                    | 51.21   |        |
| 24   | 4    | Manuel Guzmán        | PUR Porto Rico               | 51.25   |        |
| 25   | 7    | Peter Rohde          | DEN Dinamarca                | 51.38   |        |
| 26   | 10   | Petr Kladiva         | TCH Checoslováquia           | 51.39   |        |
| 27   | 10   | Shen Jianqiang       | CHN China                    | 51.40   |        |
| 28   | 7    | Rodrigo González     | MEX México                   | 51.46   |        |
| 29   | 7    | Hans Kroes           | NED Países Baixos            | 51.65   |        |
| 30   | 7    | Patrick Dybiona      | NED Países Baixos            | 51.79   |        |
| 31   | 6    | Magnús Ólafsson      | ISL Islândia                 | 52.01   |        |
| 32   | 5    | Shigeo Ogata         | JPN Japão                    | 52.08   |        |
| 33   | 6    | Jorge Fernandes      | BRA Brasil                   | 52.23   |        |
| 34   | 6    | Jean-Marie Arnould   | BEL Bélgica                  | 52.26   |        |
| 35   | 6    | Yves Clausse         | LUX Luxemburgo               | 52.27   |        |
| 36   | 7    | Ross Anderson        | NZL Nova Zelândia            | 52.33   |        |
| 37   | 6    | Emanuel Nascimento   | BRA Brasil                   | 52.41   |        |
| 38   | 6    | Feng Qiangbiao       | CHN China                    | 52.45   |        |
| 39   | 5    | Carlos Scanavino     | URU Uruguai                  | 52.52   |        |
| 40   | 6    | Ang Peng Siong       | SIN Singapura                | 52.53   |        |
| 41   | 5    | Markus Opatril       | AUT Áustria                  | 52.66   |        |
| 42   | 8    | Mihály Richárd Bodor | HUN Hungria                  | 52.77   |        |
| 43   | 3    | Oon Jin Gee          | SIN Singapura                | 53.26   |        |
| 44   | 5    | Murat Tahir          | TUR Turquia                  | 53.27   |        |
| 45   | 4    | Moustafa Amer        | EGY Egito                    | 53.57   |        |
| 46   | 5    | Vaughan Smith        | ZIM Zimbabwe                 | 53.58   |        |
| 47   | 5    | Richard Sam Bera     | INA Indonésia                | 53.59   |        |
| 48   | 1    | Garvin Ferguson      | BAH Bahamas                  | 53.62   |        |
| 49   | 4    | Michael Wright       | HKG Hong Kong                | 53.64   |        |
| 50   | 4    | Li Khai Kam          | HKG Hong Kong                | 53.70   |        |
| 51   | 4    | René Concepcion      | PHI Filipinas                | 53.84   |        |
| 52   | 5    | Hakan Eskioğlu       | TUR Turquia                  | 53.95   |        |
| 53   | 4    | Jonathan Sakovich    | GUM Guam                     | 54.24   |        |
| 54   | 3    | Hans Foerster        | ISV Ilhas Virgens Americanas | 54.29   |        |
| 55   | 3    | Kwon Sang-won        | KOR Coreia do Sul            | 54.34   |        |
| 56   | 5    | Ignacio Escamilla    | MEX México                   | 54.56   |        |
| 57   | 3    | Song Kwang-sun       | KOR Coreia do Sul            | 54.63   |        |
| 58   | 3    | Ronald Pickard       | ISV Ilhas Virgens Americanas | 54.72   |        |
| 59   | 2    | Mouhamed Diop        | SEN Senegal                  | 54.93   |        |
| 60   | 3    | Graham Thompson      | ZIM Zimbabwe                 | 55.20   |        |
| 61   | 1    | Paul Yelle           | BAR Barbados                 | 55.35   |        |
| 62   | 3    | Pedro Lima           | ANG Angola                   | 55.53   |        |
| 63   | 4    | Chiang Chi-li        | TPE Taipé Chinês             | 55.87   |        |
| 64   | 2    | Plutarco Castellanos | HON Honduras                 | 56.11   |        |
| 65   | 3    | Hasan Al-Shammari    | KUW Kuwait                   | 56.44   |        |
| 66   | 2    | Warren Sorby         | FIJ Fiji                     | 56.66   |        |
| 67   | 1    | Sergio Fafitine      | MOZ Moçambique               | 57.10   |        |
| 68   | 2    | Pablo Barahona       | HON Honduras                 | 57.97   |        |
| 69   | 2    | Michele Piva         | SMR San Marino               | 57.99   |        |
| 70   | 1    | Jason Chute          | FIJ Fiji                     | 58.14   |        |
| 71   | 2    | Filippo Piva         | SMR San Marino               | 58.39   |        |
| 72   | 1    | Mohamed Bin Abid     | UAE Emirados Árabes Unidos   | 58.81   |        |
| 73   | 2    | Ahmad Faraj          | UAE Emirados Árabes Unidos   | 59.10   |        |
| 74   | 2    | Trevor Ncala         | SWZ Suazilândia              | 59.25   |        |
| 75   | 1    | Emile Lahoud         | LIB Líbano                   | 1:02.40 |        |
| 76   | 1    | Yul Mark Du Pont     | SWZ Suazilândia              | 1:02.70 |        |
| —    | 6    | Stefan Opatril       | AUT Áustria                  | DSQ     |        |
| —    | 7    | Giorgio Lamberti     | ITA Itália                   | DNS     |        |

### Finais

#### Final B
| Pos. | Raia | Nadador          | CON                       | Tempo | Notas |
| ---- | ---- | ---------------- | ------------------------- | ----- | ----- |
| 9    | 1    | Tom Stachewicz   | AUS Austrália             | 50.71 |       |
| 10   | 2    | Sandy Goss       | CAN Canadá                | 50.73 |       |
| 11   | 8    | Stéfan Voléry    | SUI Suíça                 | 50.74 |       |
| 12   | 3    | Sven Lodziewski  | GDR Alemanha Oriental     | 51.00 |       |
| 13   | 5    | Franz Mortensen  | DEN Dinamarca             | 51.05 |       |
| 14   | 6    | Thomas Fahrner   | FRG Alemanha Ocidental    | 51.12 |       |
| 15   | 7    | Tsvetan Golomeev | BUL Bulgária              | 51.16 |       |
| 16   | 4    | Hilton Woods     | AHO Antilhas Neerlandesas | 51.25 |       |

#### Final A
| Pos.              | Raia | Nadador          | CON                 | Tempo | Notas            |
| ----------------- | ---- | ---------------- | ------------------- | ----- | ---------------- |
| Medalha de ouro   | 4    | Matt Biondi      | USA Estados Unidos  | 48.63 | Recorde olímpico |
| Medalha de prata  | 5    | Chris Jacobs     | USA Estados Unidos  | 49.08 |                  |
| Medalha de bronze | 3    | Stéphan Caron    | FRA França          | 49.62 |                  |
| 4                 | 2    | Gennadiy Prigoda | URS União Soviética | 49.75 |                  |
| 5                 | 6    | Iurie Başcatov   | URS União Soviética | 50.08 |                  |
| 6                 | 1    | Andrew Baildon   | AUS Austrália       | 50.23 |                  |
| 7                 | 7    | Per Johansson    | SWE Suécia          | 50.35 |                  |
| 8                 | 8    | Tommy Werner     | SWE Suécia          | 50.54 |                  |